# Dichelostemma ida-maia
Dichelostemma ida-maia (Röd indianhyacint) är en sparrisväxtart som först beskrevs av Alphonso Wood, och fick sitt nu gällande namn av Edward Lee Greene. Dichelostemma ida-maia ingår i släktet Dichelostemma och familjen sparrisväxter. Inga underarter finns listade i Catalogue of Life.

## Bildgalleri

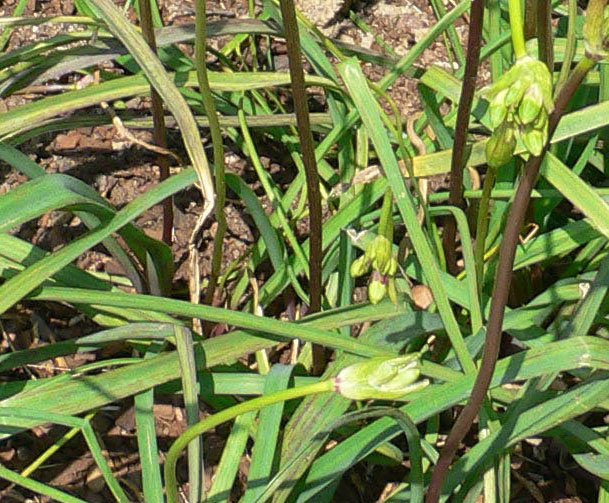
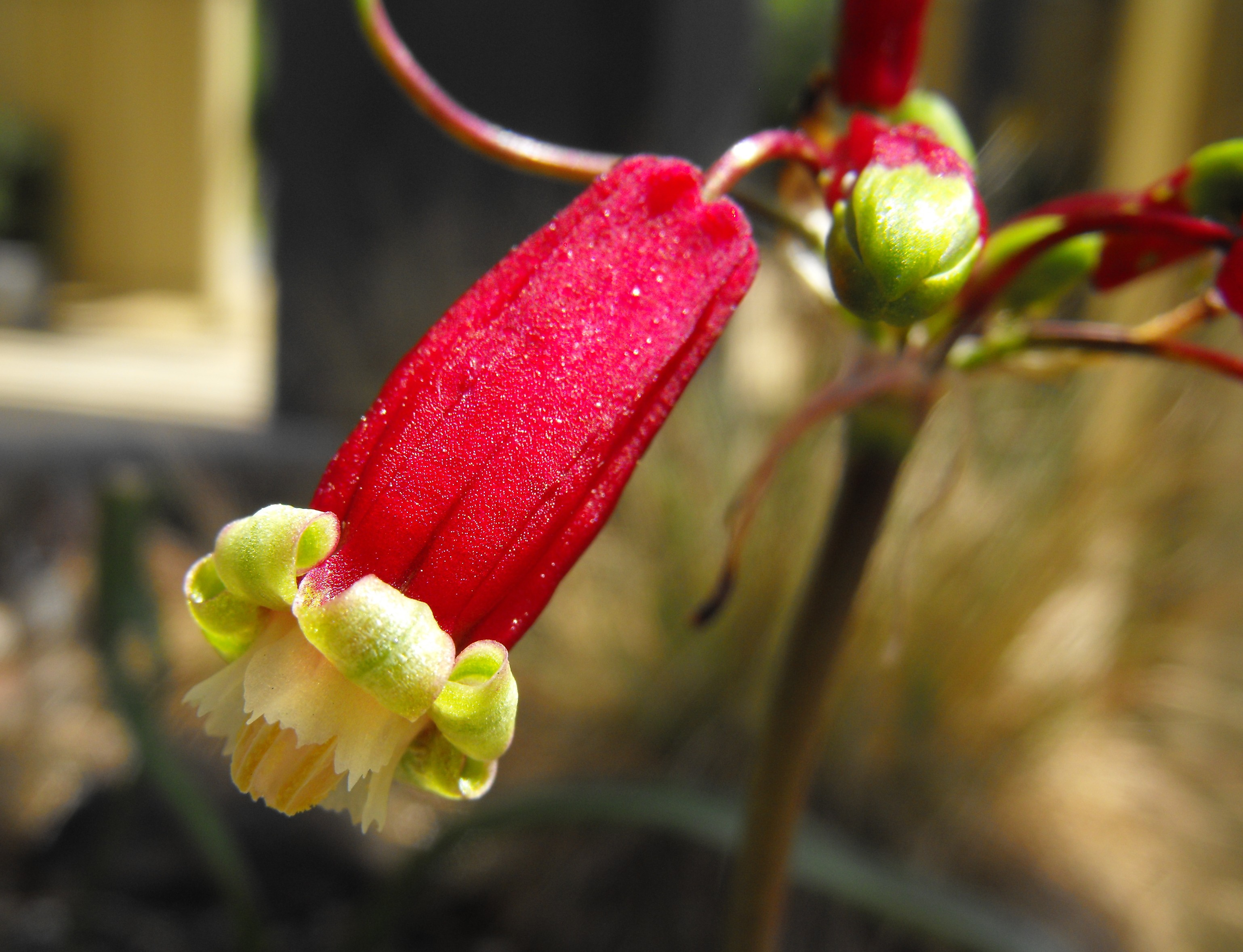